# Tipula (Pterelachisus) hoogerwerfi
Tipula (Pterelachisus) hoogerwerfi is een tweevleugelige uit de familie langpootmuggen (Tipulidae). De soort komt voor in het Oriëntaals gebied.